# Osteocondrosis
Las osteocondrosis son una familia de enfermedades ortopédicas que se producen en niños. La padecen también animales que crecen con rapidez, en especial cerdos, pollos, caballos y perros de razas grandes.

## Etiopatogenia
Se caracterizan por la interrupción del aporte sanguíneo al hueso, o bien una deficiencia en este aporte con respecto a las exigencias del hueso en rápido crecimiento. Esto se produce en particular en algunas epífisis óseas, lo que viene seguido por necrosis ósea y posteriormente por una curación por medio de un nuevo crecimiento óseo, pero que debido a la forma anómala como se ha producido da lugar a deformidades secuelares y otros problemas. Las consecuencias no son especialmente graves si el trastorno se produce en apófisis extraarticulares, pero cuando afecta a hueso que está en el interior de una articulación la deformidad que quede la convierte en una articulación incongruente, y esto puede provocar una incapacidad grave, además de una muy posible aparición temprana de artrosis.

## Diagnóstico diferencial
A pesar de que en la práctica clínica se emplea muy extendidamente para referirse a las osteocondrosis el término osteocondritis, desde el punto de vista académico conviene entender por estas últimas únicamente a las reconocidas como osteocondritis disecantes. Las osteocondritis disecantes comparten el mecanismo causal de las osteocondrosis, (el problema de aporte vascular durante el crecimiento), pero son peculiares, en cuanto a su comportamiento clínico, ya que su consecuencia más frecuente es que la zona de hueso enfermo tiende a separarse del resto de la epífisis y desprenderse, dando lugar a cuerpos libres intraarticulares, (también conocidos como ratones articulares) que dan lugar a bloqueos articulares y problemas mecánicos varios. 
Por otro lado, también se tienden a encuadrar en el término osteocondrosis las epifisitis y las apofisitis por tracción. Sin embargo estas últimas suelen ser extraarticulares, (con lo cual no provocan problemas de congruencia articular), y en su etiología o causa, el componente de déficit vascular juega un papel menor, siendo más importante el componente traumático.

## Clasificación de Siffert[4]

### Osteocondrosis articulares

#### Afectación primaria de los cartílagos articular y epifisario
- La enfermedad de Freiberg, en la cabeza del segundo metatarsiano.

#### Afectación secundaria, necrosis avascular del hueso subyacente
- La enfermedad de Perthes (o enfermedad de Legg-Calvé-Perthes), en la cabeza femoral.[5]
- La enfermedad de Kienböck, u osteocondrosis del hueso semilunar de la muñeca.
- La enfermedad de Köhler, u osteocondrosis del escafoides tarsiano.
- La osteocondritis disecante de rodilla.
- La osteocondritis disecante del astrágalo (en el tobillo).
- La propia enfermedad de Panner es en sí una osteocondritis disecante del capitellum humeral.
- La osteocondritis disecante de la cadera.
- La enfermedad de Panner, u osteocondrosis del cóndilo humeral.

### Necrosis por estiramiento o apofisitis de tracción
- La enfermedad de Osgood-Schlatter, en la epífisis de la tuberosidad tibial anterior, (no catalogable, según autores, como osteocondrosis, por no demostrarse un origen vascular, sino traumático).
- La enfermedad de Sinding-Larsen-Johansson u osteocondritis del polo rotuliano inferior.
- La enfermedad de Sever, la osteocondrosis de la tuberosidad del calcáneo).[5]
- La enfermedad de Iselin, la  apofisistis por tracción de la base del 5º metatarsiano.
- La enfermedad de Van Ness, una apofisitis de la tuberosidad isquiática.

### Osteocondrosis fisarias
- En vértebras: la enfermedad de Scheuermann, de los cuerpos vertebrales dorsales.[6]
- En huesos largos: la enfermedad de Blount, en la tuberosidad interna de la tibia.